# Чёрный гром (фильм)
«Чёрный гром» (англ. Flight of Fury) — американский боевик режиссёра Майкла Койша. Фильм вышел сразу на видео в США 20 февраля 2007 года.

## Сюжет
Джон Сандс (Стивен Сигал), лётчик ВВС США, решает уйти в отставку со службы, однако командование отказывает ему, поскольку он имел доступ к секретным сведениям. Тогда Сандс пускается в бега.
В итоге Сандсу предлагают сделку — вернуть похищенный сверхсекретный самолёт Х-77 американским военным в обмен на свободу. Теперь у него есть 72 часа, пока правительство не отдало приказ уничтожить самолёт вместе с ним.

## В ролях
| Актёр          | Роль                         |
| -------------- | ---------------------------- |
| Стивен Сигал   | полковник Джон Сандс         |
| Стив Туссэн    | капитан Рэтчер               |
| Ангус Макиннес | генерал Том Барнс            |
| Марк Базелей   | капитан Ричард «Рик» Джанник |
| Цейра Пэйтон   | Джессика                     |
| Алки Дэвид     | Роджер                       |
| Тим Вудворд    | адмирал Фрэнк Пэндлтон       |

## Рецензии и критика
Фильм получил разгромные рецензии и крайне низкие оценки кинокритиков. На Rotten Tomatoes его рейтинг составляет 24 % из 100, на IMDB.com — 3,5 из 10.
Верн, автор книги «Seagalogy» пишет о «Чёрном громе» как об одном из самых худших фильмов Сигала, отметив при этом, что фильм несколько получше, чем «Ударная группа», однако всё равно большинство людей не считают эту ленту с Сигалом хорошей.